# Tredje uppgiften
| Tredje uppgiften |
| --- |
| - Betydelse: Högskolors och universitets uppgift att dela med sig av kunskap. - Bakgrund: Lagstadgad i Sverige sedan 1977. - Begrepp på engelska: Public outreach, science outreach. |

Tredje uppgiften är högskolors och universitets uppgift att dela med sig av kunskap, vid sidan av de första två huvuduppgifterna, utbildning och forskning. Efter lagändringen 2009 kallas tredje uppgiften ibland samverkansuppgiften. På engelska kallas företeelsen public outreach eller science outreach och omfattar olika slags utåtriktade och uppsökande verksamheter.

## Historik (Sverige)
Dess rötter kan spåras bakåt till högskolornas offentliga föreläsningar och serier av småskrifter, till exempel från föreningen Verdandi. Utåtriktat arbete från befintliga organisationer skiljer sig från folkbildning, där nya organisationer (folkhögskola, studieförbund) skapas. I Sverige är den tredje uppgiften lagstadgad sedan högskolereformen 1977.
Forskningsresultaten kan spridas via TV, radio, tidningar och sociala medier, med eller utan hjälp av kommunikatörer. Under 2010-talet har även det användargenererade uppslagsverket Wikipedia aktualiserats som publiceringsplattform.

### Svenska högskolelagen
Ur Högskolelagen (1977:218):
Till verksamheten inom högskolan skall höra att sprida kännedom om forskning och utvecklingsarbete. Kännedom skall också spridas om vilka erfarenheter och kunskaper som har vunnits och om hur dessa erfarenheter och kunskaper skall kunna tillämpas.
Vid tillsättningen av lärare gällde att:
Vikt skall även fästas vid förmåga att informera om forskning och utvecklingsarbete.
Ur Högskolelagen 1997:
Högskolorna skall också samverka med det omgivande samhället och informera om sin verksamhet.
Den 1 juli 2009 trädde en ändringsförordning för Högskolelagen i kraft. Denna omfattar den Tredje uppgiften, och formuleras från och med detta datum:
I högskolornas uppgift ska ingå att samverka med det omgivande samhället och informera om sin verksamhet samt verka för att forskningsresultat tillkomna vid högskolan kommer till nytta.  (Lag 2009:45)
Vid tillsättning av lärare:
Vidare skall beaktas graden av skicklighet att utveckla och leda verksamhet och personal vid högskolan samt förmåga att samverka med det omgivande samhället och att informera om forskning och utvecklingsarbete.

### Praktisk tillämpning
Det faktiska uppfyllandet av tredje uppgiften har ifrågasatts. Forskningsmeriter värderas inom utbildningsväsendet i praktiken högre än populärvetenskapligt och utåtriktat informationsarbete, vilket innebär att den tredje uppgiften ibland endast utförs gratis och på fritiden.
Det har också diskuterats om den tredje uppgiften innebär att experter måste dela med sig av sina kunskaper gratis. Frågeställningen har bland annat ifrågasatts i samband med produktioner via Utbildningsradion. Finansiering för den tredje uppgiften saknas ofta, till skillnad från forskning (forskningsanslag) och utbildning (lärarlön med mera).
Under 2010-talet har uppslagsverket Wikipedia allt oftare kommit att diskuteras i samband med uppfyllandet av den tredje uppgiften. Wikipedia har stor spridning och många läsare, vilket kan underlätta kunskapsspridningen. Samtidigt byggs uppslagsverket upp som ett samarbete mellan olika skribenter och i princip anonymt, vilket är olikt andra publiceringsplattformar för forskningsresultat. Bland svenska universitet introducerade SLU cirka 2014 Wikipedia som del av den tredje uppgiften. Wikipedia hade då redan återkommande börjat användas för examensarbeten på bland annat Linnéuniversitetet.
Tillämpningen av Tredje uppgiften kan sägas ha två facetter: Business och Bildning. Den förra är olika former av industriella och kommersiella samarbeten mellan högskolor och företag och är oftast inom områdena naturvetenskap, teknik och medicin. Den senare är mindre utvecklad och har otydligare intressenter.